# Skleryty skrzydłowe

Skleryty skrzydłowe. tg: tegulum, Humeral plate: płytka humeralna, First Axillary: pierwszy skleryt aksillarny, Second Axillary: drugi skleryt aksillarny, Third Axillary: trzeci skleryt aksillarny, Fourth Axillary: czwarty skleryt aksillarny, bf: bazalny fałd skrzydła, Proximal plate: przednia płytka medialna, Distal plate: tylna płytka medialna, ANP: przedni wyrostek notalny tergitu, PNP: tylny wyrostek notalny tergitu, axillary cord: costula tendinis, Vannus: pole analne, C: żyłka kostalna, Sc: żyłka subkostalna, R: żyłka radialna, M: żyłka medialna, Cu: żyłka kubitalna, PCu: żyłka postkubitalna, A: żyłki analne, JA: żyłki jugalne

Skleryty skrzydłowe, pteralia (łac. pteralia) – zespół sklerytów w nasadowej części skrzydła owadów, odpowiedzialny za jego stawowe połączenie z tułowiem.
Wykształcenie sklerytów skrzydłowych umożliwia owadom bardziej złożone ruchy skrzydeł niż tylko „góra-dół”. Najsilniej są one rozwinięte w infragromadzie nowoskrzydłych, u których to umożliwiają one także składanie skrzydeł.
Do sklerytów tych należą:
- tegula – występujący u niektórych owadów łuskowaty wyrostek na przedniej krawędzi nasady skrzydła,
- płytka humeralna – leży na przedniej krawędzi nasady skrzydła i połączona jest stawowo z żyłką kostalną. Zwykle jest mała, ale u ważek jest silnie powiększona,
- skleryty aksillarne (aksillaria) – skleryty umieszczone w regionie aksillarnym skrzydła:
  - pierwszy skleryt aksillarny – wsparty na przednim notalnym wyrostku skrzydłowym tergitu i połączony stawowo z krawędzią tergitu i następnym z wymienionych sklerytów,
  - drugi skleryt aksillarny – wsparty na słupku pleuralnym oraz połączony ruchomo z pierwszym sklerytem aksillarnym i żyłką radialną,
  - trzeci skleryt aksillarny – połączony stawowo z drugim sklerytem aksillarnym i tylnym wyrostkiem notalnym tergitu lub następnym z wymienionych sklerytów,
  - czwarty skleryt aksillarny – jeśli występuje, połączony jest z trzecim sklerytem aksillarnym i tylnym wyrostkiem notalnym tergitu
- płytka aksillarna – charakterystyczna dla ważek struktura, prawdopodobnie powstała ze zlania sklerytów aksillarnych
- płytka medialna przednia – u nowoskrzydłych skleryt połączony z odsiebnym ramieniem trzeciego sklerytu aksillarnego
- płytka medialna tylna – występuje u niektórych nowoskrzydłych, może być związana z nasadami żyłek medialnych i kubitalnych.